# زيادة الخلايا المأطورة
زيادة الخلايا المأطورة هو مصطلح بشير إلى الزيادة في عدد الخلايا المأطورة (كريات دم بيض غير ناضجة) تطلق من نخاع العظم إلى الدم. رمز التصنيف الدولي للأمراض التشخيصي لزيادة الخلايا المأطورة هو 288.66.
زيادة الخلايا المأطورة علامة سريرية على عدوى (أو إنتان) أو التهاب.
لحساب زيادة الخلايا المأطورة دور في التهاب الزائدة الدودية.